# Seznam budov ve Varnsdorfu

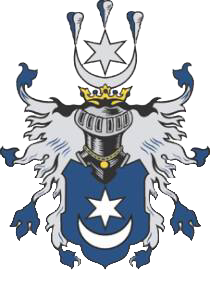
Městský znak města Varnsdorf

Tento seznam budov ve Varnsdorfu (německy Warnsdorf) zahrnuje nejvýznamnější stavby v severočeském městě Varnsdorfu. Uvedené budovy společně s památkově chráněnými budovami poskytují celkový přehled o architektonické situaci města.
V centru města jsou některé historické památkově chráněné budovy, viz Seznam kulturních památek ve Varnsdorfu. Většina významných objektů pochází z 19. a 20. století, mnohé projekty veřejných budov vypracoval tehdejší vedoucí urbanistického odboru Anton Möller (1864–1927).

## Seznam objektů ve Varnsdorfu
V tomto seznamu jsou uvedeny nejvýznamnější stavby. Budovy, které jsou v památkové ochraně jsou označeny evidenčním číslem ÚSKP (Ústředního seznamu kulturních památek ČR).
| Obrázek | název budovy                                                                          | adresa a poloha                      | architekt                              | rok výstavby | poznámky a zdroj |
| ------- | ------------------------------------------------------------------------------------- | ------------------------------------ | -------------------------------------- | ------------ | --- |
|         | Radnice (Městský úřad)                                                                | Nám. E. Beneše 470                   | Franz Rott                             | 1889–1890    | Archivováno 5. 9. 2023 na Wayback Machine. |
|         | býv. okresní soud                                                                     | T. G. Masaryka 1838 (býv. Kaiserweg) |                                        | 1905–1908    | Městský úřad II Archivováno 4. 10. 2023 na Wayback Machine. |
|         | Děkanský kostel svatých Petra a Pavla (ÚSKP č. 18203/5-4022)                          | náměstí E. Beneše                    | Johann Wenzel Kosch                    | 1765–1777    | Barokní budova |
|         | Děkanství (fara)                                                                      | Nám. E. Beneše 471                   |                                        | 1903         | [nedostupný zdroj] |
|         | bývalá měšťanská chlapecká škola „císaře Františka Josefa“                            | Nám. E. Beneše 469                   |                                        | 1876/77      | nyní základní škola [nedostupný zdroj] |
|         | Sokolovna                                                                             | Národní 1082 / Nám. E. Beneše 2926   | Gustav Stolle                          | 1874/75      | Neorenesanční budova Archivováno 5. 9. 2023 na Wayback Machine. |
|         | Villa Josefa Joachima Goldberga                                                       | Kmochova 586                         |                                        | 1904         | Archivováno 5. 9. 2023 na Wayback Machine. |
|         | Vila a bývalá Fröhlichova textilka (ÚSKP č. 33289/5-4038)                             | Národní 3075 / Otáhalova 3076        |                                        | 1810         | klasicistní vila, postavená v roce 1810 J. Fr. Antonem Fröhlichem |
|         | Vila                                                                                  | Otáhalova 502                        |                                        |              | Archivováno 5. 9. 2023 na Wayback Machine. |
|         | Vila                                                                                  | Národní 1617                         |                                        |              | nyní mateřská škola Archivováno 5. 9. 2023 na Wayback Machine. |
|         | Obchodní dům Anton J. Schmidt                                                         | Národní 1862                         | Franz Rott                             | 1902         | Archivováno 8. 6. 2023 na Wayback Machine. |
|         | Hanischova vila, býv. Kreditní obchodní a živnostenská banka (ÚSKP č. 43795/5-4040)   | Národní 512 (dříve Hauptstr.)        |                                        | 1811         | postaveno pro Johanna Josefa Hanische v empírovém stylu, průčelí bylo ve druhé polovině 19. století přestavěno ve stylu novorenesance, zvaná Hanischova vila (Villa Hanisch), nyní pobočka ČSOB a hudební škola |
|         | býv. Hanischova textilka (ÚSKP č. 43795/5-4040)                                       | Generála Svobody 3078                |                                        | 1811         | trojkřídlá tovární budova v zadní části Hanischovy vily |
|         | Kino a koncertní síň Fridolina Pietsche                                               | Generála Svobody 3044                |                                        | 1912         | postaveno varnsdorfskou firmou Schmidt & Röttig jako první stálé kino v Rakousku-Uhersku, nyní uzavřeno Archivováno 23. 1. 2022 na Wayback Machine.                                                             |
|         | Vila                                                                                  | Poštovní 1358 / Revoluční            |                                        |              | Archivováno 29. 1. 2023 na Wayback Machine. |
|         | Vila Carla Hanische                                                                   | Poštovní 1852                        | Franz Rott                             | 1908         | Archivováno 5. 9. 2023 na Wayback Machine. |
|         | Poštovní a telegrafní úřad                                                            | T. G. Masaryka 1587                  | Franz Rott                             | 1896–1899    | [nedostupný zdroj] |
|         | Vila                                                                                  | Poštovní 2006                        |                                        |              | Archivováno 28. 11. 2023 na Wayback Machine. |
|         | býv. textilní škola                                                                   | Otáhalova 1260                       |                                        | 1882         | nyní městská knihovna a Dům dětí a mládeže Archivováno 5. 9. 2023 na Wayback Machine. |
|         | Vila                                                                                  | Otáhalova 1207                       |                                        |              | Archivováno 5. 9. 2023 na Wayback Machine. |
|         | býv. Vila Johanna Lindnera                                                            | Poštovní 415                         |                                        | 1834         | nyní Městské muzeum |
|         | býv. Okresní zdravotní pojišťovna                                                     | Poštovní 2060                        | Heinrich Zieger (Žitava)               | 1924–1926    | nyní poliklinika Archivováno 5. 9. 2023 na Wayback Machine. |
|         | Banka Rakousko-Uherská (Österreichisch-Ungarische Bank)                               | T. G. Masaryka 1804                  |                                        | 1908         | nyní základní škola Archivováno 5. 9. 2023 na Wayback Machine. |
|         | Vila                                                                                  | T.G. Masaryka 1678                   |                                        |              | nyní Hotel Atrium |
|         | býv. vila JUDr. Karla Hermanna                                                        | T. G. Masaryka 1784                  | Anton Möller (1864–1927)               | 1905         | Archivováno 29. 1. 2023 na Wayback Machine. |
|         | Eltisova vila                                                                         | T. G. Masaryka 2180                  | Hans Richter (1882–1971)               | 1927/28      | nyní mateřská škola Archivováno 5. 9. 2023 na Wayback Machine. |
|         | Vila Rudolfa a Elfriede Heldových (Heldova vila)                                      | T. G. Masaryka 2331                  | Otto Fleischer                         | 1933         | Archivováno 5. 9. 2023 na Wayback Machine. |
|         | Evangelický „červený“ kostel (ÚSKP č. 26639/5-4043)                                   | T. G. Masaryka                       | Woldemar Kandler                       | 1904/05      | Červený kostel, německy zvaný „Rote Friedenskirche“ Archivováno 5. 9. 2023 na Wayback Machine. |
|         | Obytný dům Franze Donatha – Tiskárna Ed. Stracheho                                    | Melantrichova 3193                   | Wilhelm Czech                          | 1898         | Archivováno 23. 9. 2023 na Wayback Machine. |
|         | Tiskárna Ed. Strache – prodejní oddělení                                              | Melantrichova 1272                   |                                        |              | majitelé Eduard Strache (1847–1912) a Robert Strache (1875–1943), nyní úřad práce Archivováno 5. 9. 2023 na Wayback Machine.                                                                                    |
|         | Dům Roberta Stracheho                                                                 | Kmochova 1353                        | Rudolf Bitzan (1872–1938)              | 1926         | majitel tiskárny Robert Strache (1875–1943) Archivováno 5. 9. 2023 na Wayback Machine. |
|         | Střelnice (Schützenhaus)                                                              | Mariánská 476                        |                                        |              | |
|         | býv. Mariánský ústav                                                                  | Mariánská 1100                       | Julius Schramm                         | 1875/76      | sirotčinec a škola, přestavba od Josefa Hampela (1906/07); nyní střední škola[nedostupný zdroj] |
|         | býv. C.k. reálná škola – Státní reálná škola                                          | Střelecká 1800                       | Anton Möller                           | 1905–1907    | nyní Biskupské gymnázium Varnsdorf [nedostupný zdroj] |
|         | základní škola                                                                        | Seifertova 1650                      | Anton Möller                           | 1899–1900    | součást skupiny pěti secesních vil (Seifertova 1739, 1740, 1768, 1788 a 1799) a základní školy a C.k. reálného gymnázia ve stylu historismu, nyní uzavřeno [nedostupný zdroj]                                   |
|         | Vila                                                                                  | Bjarnata Krawce 1739 / Seifertova    |                                        |              | součást skupiny pěti secesních vil (Seifertova 1739, 1740, 1768, 1788 a 1799) a základní školy a C.k. reálného gymnázia ve stylu historismu [nedostupný zdroj]                                                  |
|         | Vila Antona Möllera                                                                   | Seifertova 1740                      | Anton Möller                           | 1904         | součást skupiny pěti secesních vil (Seifertova 1739, 1740, 1768, 1788 a 1799) a základní školy a C.k. reálného gymnázia ve stylu historismu                                                                     |
|         | Vila                                                                                  | Seifertova 1768                      | Anton Möller                           |              | součást skupiny pěti secesních vil (Seifertova 1739, 1740, 1768, 1788 a 1799) a základní školy a C.k. reálného gymnázia ve stylu historismu [nedostupný zdroj]                                                  |
|         | Vila                                                                                  | Seifertova 1788                      |                                        |              | součást skupiny pěti secesních vil (Seifertova 1739, 1740, 1768, 1788 a 1799) a základní školy a C.k. reálného gymnázia ve stylu historismu                                                                     |
|         | Vila                                                                                  | Seifertova 1799                      | Anton Möller                           | 1906         | součást skupiny pěti secesních vil (Seifertova 1739, 1740, 1768, 1788 a 1799) a základní školy a C.k. reálného gymnázia ve stylu historismu [nedostupný zdroj]                                                  |
|         | Vila                                                                                  | Karlínská 2170                       |                                        |              | Archivováno 5. 9. 2023 na Wayback Machine. |
|         | Staré nádraží                                                                         | Boženy Němcové 1146                  |                                        |              | nyní uzavřeno Archivováno 5. 9. 2023 na Wayback Machine. |
|         | Vila bratří Richterových                                                              | Karlínská 1839                       |                                        |              | Archivováno 5. 9. 2023 na Wayback Machine. |
|         | Obytný a obchodní dům                                                                 | Legií 1954 (dříve Rathausstr.)       |                                        | 1913         | [nedostupný zdroj] |
|         | Obytný dům                                                                            | Otavská 463                          |                                        | 1903         | Archivováno 5. 9. 2023 na Wayback Machine. |
|         | Vila Dr. Schmidta                                                                     | Poštovní 1220                        |                                        |              | Archivováno 5. 9. 2023 na Wayback Machine. |
|         | býv. textilní manufaktura (ÚSKP č. 45936/5-4037)                                      | Poštovní 420                         |                                        | 1812         | Empírová budova, původně se čtyřmi hospodářskými budovami, postaveno 1812 obchodníkem Josefem Stillem, v letech 1842 až 1870 celní úřad, v letech 1871 až 1905 zemský soud, nyní uzavřeno                       |
|         | Vila                                                                                  | Legií 1255                           |                                        |              | Archivováno 30. 11. 2023 na Wayback Machine. |
|         | Obytný dvojdům                                                                        | Legií 2165                           | Otto Fleischer (1875–?)                | 1936         | Archivováno 23. 1. 2022 na Wayback Machine. |
|         | Vila                                                                                  | Poštovní 1408                        | Wilhelm Czech                          | 1889         | [nedostupný zdroj] |
|         | Liebischova vila                                                                      | Poštovní 1428                        | Edmund Trossin († 1895)                | 1902         | nyní mateřská škola Archivováno 5. 9. 2023 na Wayback Machine. |
|         | základní škola                                                                        | Východní 1602                        | Anton Möller                           | 1897–1899    | Archivováno 5. 9. 2023 na Wayback Machine. |
|         | Vila                                                                                  | Pohraniční stráže 1586               |                                        |              | [nedostupný zdroj] |
|         | býv. špitál sv. Josefa (Stará nemocnice)                                              | Nemocniční 3321                      |                                        | 1855/56      | Archivováno 9. 12. 2023 na Wayback Machine. |
|         | Oční klinika Městské nemocnice                                                        | Nemocniční 3307                      | Anton Möller a Johann Eduard Mildner   | 1905         | [nedostupný zdroj] |
|         | Nová nemocnice                                                                        | Havlíčkova 1600                      | Anton Möller (1864–1927)               | 1898         | Archivováno 5. 9. 2023 na Wayback Machine. |
|         | Hrádek (něm. Burgbergwarte) (ÚSKP č. 51203/5-5913)                                    | Hrádek 1726                          | Anton Möller                           | 1903/04      | rozhledna s výletní restaurací na Hrádku (něm. Burgsberg, 433 m) [nedostupný zdroj] |
|         | Továrna na punčochy Julius Kunert                                                     | Bratislavská 2166                    | Rudolf Dinnebier (1902–1973)           | 1929         | majitelem byl továrník Julius Kunert (1871–1950), nyní dům mládeže a střední škola Archivováno 5. 9. 2023 na Wayback Machine.                                                                                   |
|         | Továrna na punčochy J. Kunert & synové – výrobna                                      | Východní 1733 / Pletařská            | Rudolf Dinnebier                       | 1929–1934    | svého času největší továrna na punčochy na světě, v současnosti firma „Elite“ [nedostupný zdroj] |
|         | Vila                                                                                  | Bratislavská 987                     |                                        | 1879         | Archivováno 13. 4. 2024 na Wayback Machine. |
|         | Vila Heinricha Stolleho                                                               | Bratislavská 1545                    |                                        | 1895         | Archivováno 23. 1. 2022 na Wayback Machine. |
|         | základní a měšťanská škola                                                            | Bratislavská 994                     |                                        | 1876         | [nedostupný zdroj] |
|         | Plauertova vila                                                                       | Žitavská 2055                        | Hans Richter                           | 1925         | Vila Arno Plauerta (1876–1937), majitele strojírenských závodů Plauert, součástí areálu Žitavská 913 Archivováno 5. 9. 2023 na Wayback Machine.                                                                 |
|         | Přádelna a tkalcovna bratří Perutzových (Baumwollspinnerei und Weberei Brüder Perutz) | Nymburská 1321                       | Carl Arnold Séquin-Bronner (1845–1899) | 1894/95      | býv. přádelna s 25 000 vřeteny bratří Friedricha (1868–1918) a Richarda Perutzových (1869–1948) z Prahy, v roce 1939 arizazována [nedostupný zdroj]                                                             |
|         | Vila                                                                                  | Palackého 1520                       |                                        |              | [nedostupný zdroj] |
|         | Vila                                                                                  | Palackého 1391                       |                                        |              | Archivováno 5. 9. 2023 na Wayback Machine. |
|         | Správní budova podniku VELVETA                                                        | Palackého 2760                       |                                        |              | |
|         | Nové nádraží                                                                          | Nádražní 884                         |                                        | 1869–1871    | po roce 2020 částečně zbořeno Archivováno 5. 9. 2023 na Wayback Machine. |
|         | Městské divadlo                                                                       | Partyzánů 1442                       |                                        |              | původně spolkový dům, v roce 1956 přestavba na divadlo zvané Dělnický dům (Arbeiterhaus) [nedostupný zdroj] |
|         | Mildnerova vila                                                                       | Tyršova 1728                         | Johann Eduard Mildner                  | 1903         | Archivováno 29. 1. 2023 na Wayback Machine. |
|         | Vila                                                                                  | Tyršova 1634                         |                                        |              | [nedostupný zdroj] |
|         | Vila                                                                                  | Tyršova 1756                         |                                        |              | [nedostupný zdroj] |
|         | Starokatolický kostel Proměnění Páně(ÚSKP č. 16073/5-4041)                            | Tyršova (dříve Döllinger Str.)       | Gustav Stolle                          | 1872–1874    | Kostel a fara (1880) [nedostupný zdroj] |
|         | býv. vila Egona a Karoliny Singerových                                                | Jarošova 2377                        | Rudolf Dinnebier                       | 1936         | Vila ve stylu nové věcnosti, nyní Pension Villa Michael |
|         | Kino Panorama                                                                         | Husova 2618                          |                                        | 1967–1971    | Projekce 70mm filmů |
|         | Vila Arnolda Fröhlicha                                                                | Karlova 1746                         | Anton Möller                           | 1903         | Archivováno 5. 9. 2023 na Wayback Machine. |
|         | Kostel svatého Karla Boromejského (ÚSKP č. 26839/5-4042)                              | Kostelní                             | Anton Möller                           | 1903–1912    | Archivováno 5. 9. 2023 na Wayback Machine. |
|         | Vila                                                                                  | Kostelní 723                         |                                        |              | Archivováno 31. 1. 2023 na Wayback Machine. |
|         | základní škola                                                                        | Karlova 1700                         | Anton Möller a Johann Eduard Mildner   | 1903         | [nedostupný zdroj] |
|         | Vila                                                                                  | Karlova 2145                         |                                        | 1920–1930    | [nedostupný zdroj] |
|         | Dům s lékárnou                                                                        | Karlova 2320                         |                                        | 1933         | Archivováno 5. 9. 2023 na Wayback Machine. |
|         | Kulturní dům Lidová zahrada (Volksgarten)                                             | Karlova 702                          |                                        |              | |
|         | Tkalcovna Julie Richterové                                                            | Čelákovická 1532                     | Julius Heinrich Richter (1886–1974)    | 1914         | Archivováno 5. 9. 2023 na Wayback Machine. |
|         | Beerova vila                                                                          | Čelakovická 2380                     |                                        |              | majitelé Julius a Emil Beerovi (1875–?) |
|         | okresní nemocnice                                                                     | Karlova 2280                         | Josef Wohlfahrt                        | 1928–1931    | [nedostupný zdroj] |
|         | býv. městská jatka                                                                    | Plzeňská 1601                        | Anton Möller                           | 1899         | zbořeno Archivováno 23. 1. 2022 na Wayback Machine. |